# ショービター・ドゥーリパーラ
ショービター・ドゥーリパーラ（Sobhita Dhulipala、1992年5月31日 - ）は、インドの女優。ミス・インド2013、ミス・アース2013に出場するなどモデルとして活動した後、2016年に『DEVIL デビル』で女優デビューし、Amazon Prime Videoの配信ドラマシリーズ『メイド・イン・ヘヴン 〜運命の出会い〜』で知名度を上げた。その後は『Goodachari』『Moothon』『Kurup』『Major』『PS1 黄金の河』『PS2 大いなる船出』『The Night Manager』などに出演し、『モンキーマン』でハリウッドデビューを果たした。

## 生い立ち
1992年5月31日、アーンドラ・プラデーシュ州テナリに暮らすテルグ・バラモン家庭に生まれた。父ヴェーヌゴーパール・ラーオは商船隊の主任技師、母サンタ・カマクシは小学校の教師として働いている。幼少期をヴィシャーカパトナムで過ごした後、16歳の時に単身ムンバイに移住し、H・R商業経済大学に進学して企業法を専攻した。また、この時期にクチプディとバラタナティヤムのレッスンを受けており、2010年にはネイビー・クイーン・ボールに出場して優勝している。
彼女は自身のことを「格好悪いオタクで、孤独な存在だった」と語っており、大学時代にミス・インドの事務所にインターンとして働いていた友人から出場を勧められ、「自分ができる女性であることを証明する」ためミス・インド2013への出場を決意したという 。その後、ミス・アース2013にインド代表として出場し、トップ20に残ることはできなかったものの、ミス・フォトジェニック、ミス・ビューティー・コーズ、ミス・タレント、ミス・ビューティフル・フェイスのサブタイトルを獲得した。2014年にはキングフィッシャー・カレンダーに採用された。映画界に進出後、彼女はモデルとして活動していたことについて「外見だけを重視されることで、次第に自尊心を傷つけられるようになった」と振り返っている。

## キャリア

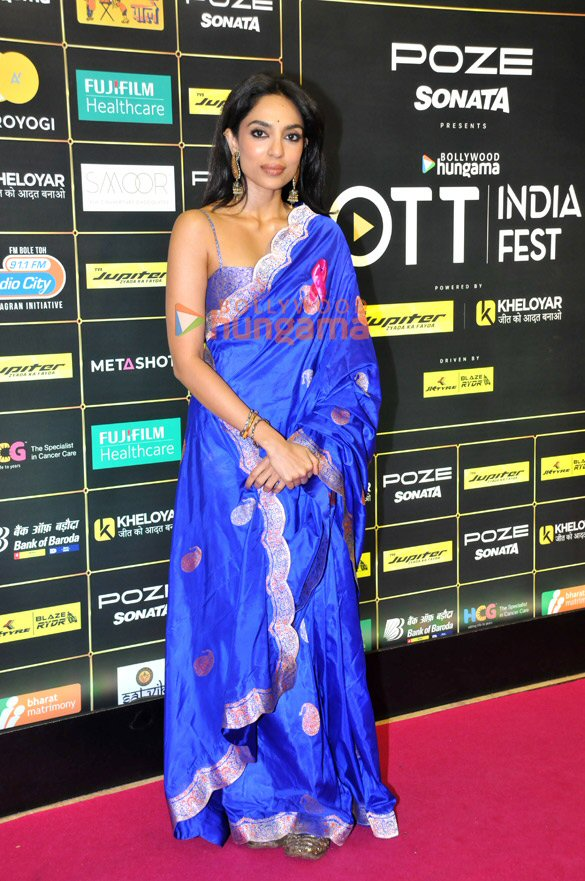
ボリウッド・ハンガマOTTフェスト2023授賞式に出席するショービター・ドゥーリパーラ（2023年）

2016年にヴィッキー・コウシャル主演作『DEVIL デビル』で女優デビューし、同年7月にはファントム・スタジオと3本の映画についての出演契約を結んだ。『DEVIL デビル』は第69回カンヌ国際映画祭の監督週間で上映され批評家から絶賛され、ショービター・ドゥーリパーラも高い評価を得ている。その後は『Chef』『Kaalakaandi』でサイーフ・アリー・カーンと共演し、アディヴィ・セッシュ主演作『Goodachari』でテルグ語映画デビューを果たした。2019年にAmazon Prime Videoの配信ドラマシリーズ『メイド・イン・ヘヴン 〜運命の出会い〜』で主演を務め、ウェディングプランナーのタラ・カンナー役を演じた。同作での彼女の演技について、『ザ・ヒンドゥー』は「多層的で感情移入できる人物描写」を高く評価している。また、Netflixの配信ドラマシリーズ『血塗られし復讐の詩』ではRAW諜報員のイーシャ・カンナー役を演じており、ギートゥ・モーハンダースの『Moothon』ではニヴィン・ポーリーと共演し、同作でマラヤーラム語映画デビューを果たした。同年12月には『The Body』でイムラーン・ハーシュミーと共演している。
2020年代に入ると『恐怖のアンソロジー』『Kurup』『Major』に出演し 、2022年から2023年にかけてマニラトナムの叙事詩的映画『PS1 黄金の河』『PS2 大いなる船出』に出演している。また、『The Night Manager』ではアニル・カプール、アディティヤ・ロイ・カプールと共演し、インド・テレビジョン・アカデミー賞のOTT部門主演女優賞を受賞している。2023年には『メイド・イン・ヘヴン 〜運命の出会い〜』のシーズン2に出演し、再びタラ・カンナー役を演じた。2024年にはハリウッドに進出し、デーヴ・パテールの監督デビュー作『モンキーマン』に出演し、娼婦のシータ役を演じている。同作の出演に際してショービター・ドゥーリパーラはオーディションを受け、2019年にデーヴ・パテールから電話があり「オーディションを見た時から、君はキャラクターにピッタリだと思ったよ」と絶賛されたという。同作での彼女について『ガーディアン』のエイドリアン・ホートンは「魅力的な存在だが、彼女に用意された役には、キャラクターとしての肉付けがほとんどされていなかった」と批評している。

## 私生活
2024年8月8日、2年間交際していたナーガ・チャイタニヤとの婚約を発表し、12月4日にアッキネーニ家の所有するアンナプルナ・スタジオで結婚式を挙げた。

## フィルモグラフィー

### 映画
| 年   | 作品               | 役名                                    | 言語                  | 備考                                   | 出典          |
| ---- | ------------------ | --------------------------------------- | --------------------- | -------------------------------------- | ------------- |
| 2016 | DEVIL デビル       | シミ                                    | ヒンディー語          |                                        | [ 44 ]        |
| 2017 | Chef               | ヴィニー                                | ヒンディー語          |                                        | [ 45 ]        |
| 2018 | Kaalakaandi        | ターラ                                  | ヒンディー語          |                                        | [ 46 ]        |
| 2018 | Goodachari         | サミーラ・ラーオ / サミーラ・シャーイフ | テルグ語              |                                        | [ 47 ]        |
| 2019 | Moothon            | ロージー                                | マラヤーラム語        |                                        | [ 48 ]        |
| 2019 | The Body           | マヤ・ヴァルマー                        | ヒンディー語          |                                        | [ 49 ]        |
| 2020 | 恐怖のアンソロジー | ネーハー                                | ヒンディー語          | アヌラーグ・カシャップ作品に出演       | [ 50 ]        |
| 2021 | Kurup              | シャラダンマ - シャラダ・カルップ       | マラヤーラム語        |                                        | [ 51 ]        |
| 2022 | Major              | プラモーダ・レッディ                    | テルグ語 ヒンディー語 |                                        | [ 52 ]        |
| 2022 | PS1 黄金の河       | ワーナティ                              | タミル語              |                                        | [ 53 ]        |
| 2023 | PS2 大いなる船出   | ワーナティ                              | タミル語              |                                        | [ 53 ]        |
| 2024 | モンキーマン       | シータ                                  | 英語                  |                                        | [ 54 ]        |
| 2024 | カルキ 2898-AD     | スマティの声                            | テルグ語              | ディーピカー・パードゥコーンの吹き替え | [ 55 ] [ 56 ] |
| 2024 | Love, Sitara       | シーターラ                              | ヒンディー語          |                                        | [ 57 ]        |

### ウェブシリーズ
| 年        | 作品                                  | 役名                       | 言語              | 配信               | 備考      | 出典          |
| --------- | ------------------------------------- | -------------------------- | ----------------- | ------------------ | --------- | ------------- |
| 2019-2023 | メイド・イン・ヘヴン 〜運命の出会い〜 | タラ・カンナー             | ヒンディー語 英語 | Amazon Prime Video | 2シーズン | [ 58 ] [ 59 ] |
| 2019      | 血塗られし復讐の詩                    | イーシャ・カンナー         | ヒンディー語      | Netflix            |           | [ 60 ]        |
| 2023      | The Night Manager                     | カーヴェリ・ディークシット | ヒンディー語      | Disney+ Hotstar    |           | [ 61 ]        |

## 受賞歴

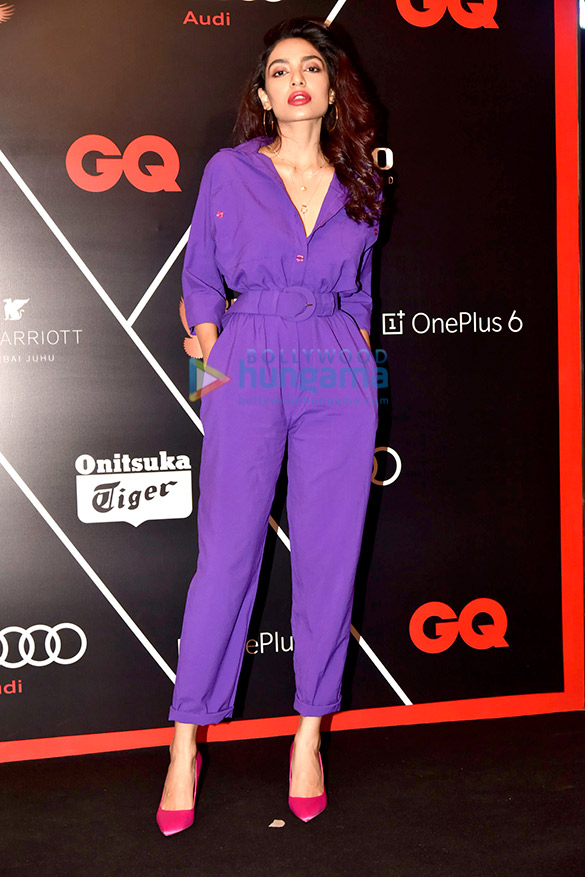
GQベスト・ドレス・アワード授賞式に出席するショービター・ドゥーリパーラ（2018年）

| 年                                                               | 部門                              | 作品                                      | 結果                              | 出典                              |
| フィルムフェア賞 南インド映画部門                                | フィルムフェア賞 南インド映画部門 | フィルムフェア賞 南インド映画部門         | フィルムフェア賞 南インド映画部門 | フィルムフェア賞 南インド映画部門 |
| ---------------------------------------------------------------- | --------------------------------- | ----------------------------------------- | --------------------------------- | --------------------------------- |
| 2024年                                                           | テルグ語映画部門助演女優賞        | 『Major』                                 | ノミネート                        | [ 62 ]                            |
| 南インド国際映画賞                                               |                                   |                                           |                                   |                                   |
| 2022年                                                           | マラヤーラム語映画部門主演女優賞  | 『Kurup』                                 | ノミネート                        | [ 63 ]                            |
| 2023年                                                           | テルグ語映画部門助演女優賞        | 『Major』                                 | ノミネート                        | [ 64 ]                            |
| インド・テレビジョン・アカデミー賞                               |                                   |                                           |                                   |                                   |
| 2023年                                                           | OTT部門主演女優賞                 | 『The Night Manager』                     | 受賞                              | [ 65 ]                            |
| iReel賞                                                          |                                   |                                           |                                   |                                   |
| 2019年                                                           | ドラマ部門主演女優賞              | 『メイド・イン・ヘヴン 〜運命の出会い〜』 | ノミネート                        | [ 66 ]                            |
| ボリウッド・ハンガマ・インディア・エンターテインメント・アワード |                                   |                                           |                                   |                                   |
| 2023年                                                           | ゲームチェンジャー女優賞          | 『メイド・イン・ヘヴン 〜運命の出会い〜』 | 受賞                              | [ 67 ]                            |
| 2023年                                                           | ゲームチェンジャー女優賞          | 『The Night Manager』                     | 受賞                              | [ 67 ]                            |